# Oglianico
 Oglianico (piemontiul: Ojani) Olaszország Piemont régiójának, Torino megyének egy kelta eredetű községe.

## Földrajza
A vele szomszédos települések:Busano, Favria, Front, Rivarolo Canavese, Rivarossa, Salassa és San Ponso.